# Вильке, Иоганн Карл
Иога́нн (Йо́хан) Карл Ви́льке (швед. Johan Carl Wilcke; 1732—1796) — шведский физик-экспериментатор. Внёс значительный вклад в теорию теплоты, теплоёмкости и в электростатику.
Член Шведской академии наук, с 1784 года — её непременный секретарь. Член Лондонского королевского общества (1789).

## Биография и научная деятельность
Родился в Висмаре в семье лютеранского пастора. В 1749 году поступил в Университет Упсалы, затем перешёл в Ростокский университет, где в 1757 году защитил магистерскую диссертацию. В 1759 году занял место преподавателя экспериментальной физики в Стокгольме, учреждённое при Шведской академии наук. С 1770 года — профессор. Умер в Стокгольме в 1796 году.
Вильке выполнил первые измерения удельной теплоёмкости твёрдых тел (1772) по собственной методике. Предложил первую единицу измерения тепла (калория).
Кроме исследований теплоты, Вильке проводил эксперименты в области электричества и магнетизма. Совместно с Эпинусом обнаружил и детально исследовал  пироэлектрический эффект в кристаллах турмалина (поляризация диэлектриков, 1758). Создал первую карту магнитного наклонения (1766). В 1757 году предложил первый трибоэлектрический ряд. 
В 1777 году объяснил действие «электрофора» А. Вольты.